# 11577 Einasto
11577 Einasto è un asteroide della fascia principale. Scoperto nel 1994, presenta un'orbita caratterizzata da un semiasse maggiore pari a 2,4527901 UA e da un'eccentricità di 0,1431478, inclinata di 4,02278° rispetto all'eclittica.